# Шотландское общество по предотвращению жестокого обращения с животными
Шотландское общество по предотвращению жестокого обращения с животными  (англ. Scottish Society for the Prevention of Cruelty to Animals, Scottish SPCA, SSPCA) –  ведущее шотландское благотворительное общество защиты животных. Основано в Эдинбурге в 1839 году. В настоящее время общество содержит 12 центров спасения и реабилитации животных, которые обслуживают более 10 тысяч питомцев ежегодно. Головной офис Общества – в Данфермлине, Файф
Основные направления деятельности Общества - предупреждение жестокого обращения с животными и пропаганда гуманного отношения к животным. SSPCA является членом WSPA, издает журналы Animal Express, SSPCA News.

## История
Изначально задачей Общества было улучшение благосостояния ломовых лошадей.
Работа общества финансировалась преимущественно за счет пожертвований и членских взносов. В конце 60-х годов XIX века SSPCA получило существенную поддержку от членства Highland and Agricultural Society of Scotland, но первым значительным пожертвованием в пользу общества стало полученное в 1883 году наследство Доктора Фрейзера из Лондона.
Согласно оставленному Фрейзером завещанию, его немалое наследство должно было быть  распределено среди различных благотворительных организаций.
Однако, Фрейзер, узнав, что в Университете Эдинбурга, учёному совету которого он оставил десять тысяч фунтов на учреждение стипендий в области медицины, преобладает практика проведения экспериментов на живых животных, переписал эту долю в пользу Шотландского общества по предотвращению жестокого обращения с животными.
В 1928 году руководство SSPCA приобрело маленькую ферму в Балерно (Эдинбург), где в 1930 открыло приют для собак.
Кроме того, в 1928 году, в рамках серьёзной реорганизации Общества, в Генеральный совет вошли директора и представители филиалов SSPCA. В 1936 году была введена программа (Free Veterinary Scheme), в рамках которой инспектора Общества предоставляли неимущим ваучеры, позволяющие оплатить ветеринарный уход и лечение их больных животных.
В 1987 году SSPCA объединилось с Glasgow and West of Scotland Society. Затем, в 1994 и 1996, к Обществу присоединились SPCA, Dundee и Aberdeen Association for PCA.

## Защита животных
Деятельность SSPCA включает в себя активную работу по разработке нового и усовершенствованию действующего законодательства. Сюда также входит взаимодействие со СМИ, поддерживающее внимание общества к проблеме благополучия животных.
SSPCA часто работает в тандеме с другими организациями и структурами, имеющими схожий подход к решаемым проблемам. Общество сотрудничает с фермерами, является членом Boyd Group, форума для обсуждения вопросов опытов на животных, и недавно присоединилась к Action Against Wildlife Crime (PAW), противостоящей преступлениям в отношении дикой природы, куда также входят Scottish Natural Heritage и полиция Шотландии.
Scottish SPCA поддержало закон об охране млекопитающих, запрещающий охоту на лис, участвует в обсуждении широкого круга проблем - от интенсивного сельского хозяйства и применения жестоких ловушек, до регистрации собак и китовой охоты.
Шотландское общество по предотвращению жестокого обращения с животными – единственная негосударственная организация в Шотландии, получившая право наряду с правительственными инстанциями вести официальное расследование случаев жестокого обращения с животными.
В 2009 году усилиями SSPCA новый дом обрели более 6000 животных, среди которых собаки, кошки, кролики и другие, получили приют и прошли реабилитацию более 14000. На организованную Обществом горячую линию было принято 146000 телефонных звонков от людей, обеспокоенных благополучием животных. Инспекторы общества участвовали в 41257 случаях предотвращения жестокого обращения и спасения животных, в результате по 197 инцидентам было предъявлено обвинение, десяти владельцам было запрещено содержать животных.
Ежегодно SSPA спасает и обеспечивает реабилитацию более 3000 диких животных.

### Кампании
Среди основных кампаний Шотландского общества по предотвращению жестокого обращения с животными следующие:

#### Fur trade
Кампания направлена на контроль за исполнением принятого Европарламентом закона, запрещающего торговлю изделиями из меха кошек и собак на территории ЕС.

#### First Strike
Кампания призвана продемонстрировать и добиться официального признания на государственном уровне связи жестокого обращения с животными и насилия над человеком.

#### Airguns
Цель кампании – полный запрет пневматического оружия в Шотландии.